# Galathowenia africana
Galathowenia africana är en ringmaskart som beskrevs av Kirkegaard 1959. Galathowenia africana ingår i släktet Galathowenia och familjen Oweniidae. Inga underarter finns listade i Catalogue of Life.